# Phaonia monticola
Phaonia monticola este o specie de muște din genul Phaonia, familia Muscidae, descrisă de Malloch în anul 1918. Conform Catalogue of Life specia Phaonia monticola nu are subspecii cunoscute.